# Морадханлі
Морадханлі (перс. مرادخانلي) — село в Ірані, у дегестані Каре-Чай, у Центральному бахші, шагрестані Саве остану Марказі. За даними перепису 2006 року, його населення становило 145 осіб, що проживали у складі 30 сімей.

## Клімат
Середня річна температура становить 17,64 °C, середня максимальна – 36,38 °C, а середня мінімальна – -3,94 °C. Середня річна кількість опадів – 265 мм.
| Клімат поселення                              | Клімат поселення | Клімат поселення | Клімат поселення | Клімат поселення | Клімат поселення | Клімат поселення | Клімат поселення | Клімат поселення | Клімат поселення | Клімат поселення | Клімат поселення | Клімат поселення | Клімат поселення |
| Показник                                      | Січ.             | Лют.             | Бер.             | Квіт.            | Трав.            | Черв.            | Лип.             | Серп.            | Вер.             | Жовт.            | Лист.            | Груд.            |                  |
| Середній максимум, °C                         | 13,50            | 16,14            | 19,96            | 26,27            | 31,29            | 35,89            | 36,38            | 34,89            | 31,16            | 25,52            | 19,34            | 13,13            |                  |
| Середня температура, °C                       | 4,79             | 7,43             | 11,24            | 17,56            | 22,56            | 27,19            | 29,82            | 28,31            | 24,58            | 18,94            | 12,76            | 6,56             |                  |
| Середній мінімум, °C                          | −3,94            | −1,3             | 2,52             | 8,85             | 13,86            | 18,47            | 23,24            | 21,73            | 18,01            | 12,38            | 6,20             | −0,01            |                  |
| Норма опадів, мм                              | 42               | 38               | 43               | 28               | 19               | 4                | 1                | 1                | 2                | 18               | 28               | 41               |                  |
| Середньомісячна швидкість вітру, м/с          | 1.85             | 2.29             | 3.06             | 3.26             | 3.32             | 3.02             | 3.29             | 3.01             | 2.50             | 2.39             | 2.03             | 1.92             |                  |
| Середньомісячна сонячна радіація, кДж/м²·день | 9166             | 11912            | 14543            | 18129            | 21987            | 25980            | 25206            | 23281            | 20025            | 14824            | 10915            | 8743             |                  |
| --------------------------------------------- | ---------------- | ---------------- | ---------------- | ---------------- | ---------------- | ---------------- | ---------------- | ---------------- | ---------------- | ---------------- | ---------------- | ---------------- | ---------------- |
| Джерело:                                      |                  |                  |                  |                  |                  |                  |                  |                  |                  |                  |                  |                  |                  |